# Вадена
Ва̀дена (на италиански: Vadena; на немски: Pfatten, Пфатен) е село и община в Северна Италия, автономна провинция Южен Тирол, автономен регион Трентино-Южен Тирол. Разположено е на 243 m надморска височина. Населението на общината е 1050 души (към 2014 г.).

## Език
Официални общински езици са и италианският и немският. Най-голямата част от населението говори италиански. В общината се говори и други романски език, ладинският.
| %     | Роден език      |
| 61,50 | Италиански език |
| 38,06 | Немски език     |
| 0,44  | Ладински език   |